# Travers (Neuchâtel)
Travers est une localité de la commune de Val-de-Travers et une ancienne commune suisse du canton de Neuchâtel, située dans la région et ancien district du Val-de-Travers.

 
Travers est une localité suisse traversée par la Route de l'absinthe, itinéraire culturel et touristique reliant Pontarlier à Noiraigue dans le Val-de-Travers.

Vue aérienne par Walter Mittelholzer (1919)

## Géographie
Le village de Travers est situé de part et d'autre de l'Areuse.

## Population et société

### Gentilé et surnoms
Les habitants de la localité se nomment les Traversins.
Ils sont surnommés les Strubes (parce qu'ils sont de travers), les Andouillards et les Rongeurs.

## Histoire
À partir du XIIIe siècle, Travers appartient aux comtes de Neuchâtel. En 1413, le comte Conrad de Fribourg érige Travers en seigneurie et lui adjoint les villages de Noiraigue et de Rosières. 
La seigneurie de Travers appartient d'abord aux Neuchâtel-Vaumarcus, puis aux Bonstetten à partir de 1587 et enfin aux Sandoz à partir de 1761. En 1827, la seigneurie de Travers est cédée aux princes de Neuchâtel par les Sandoz. 
En 1711, de l'asphalte est découverte dans la commune et y sera exploitée à partir de 1717 notamment dans la mine de "La Presta" qui fermera en 1986. La mine est un Bien culturel suisse d'importance régionale. Il s'agit du plus grand gisement  d'asphalte d'Europe. 
Elle a fusionné le 1er janvier 2009 avec Boveresse, Buttes, Couvet, Fleurier, Les Bayards, Môtiers, Noiraigue et Saint-Sulpice pour former la commune de Val-de-Travers. 

## Monuments
Le village est le siège de l'atelier Léopold Bourquin, un atelier de décolletage horloger reconstitué dont la particularité est de n'utiliser qu'un seul moteur actionné par l'intermédiaire de nombreuses transmissions, poulies et courroies une dizaine de machines dont deux décolleteuses créées à la main, destinées à la fabrication de viroles et de pitons pour l'industrie horlogère[réf. nécessaire]. De plus, le bâtiment qui abrite actuellement les services publics est une ancienne maison seigneuriale[réf. nécessaire].
Le pont sur l'Areuse est un bien culturel suisse d'importance nationale.
Le temple dont les fondations datent de 1228 et le clocher fut rehaussé en 1865 après l'incendie de Travers en 1863 qui détruisit 101 bâtiments. 

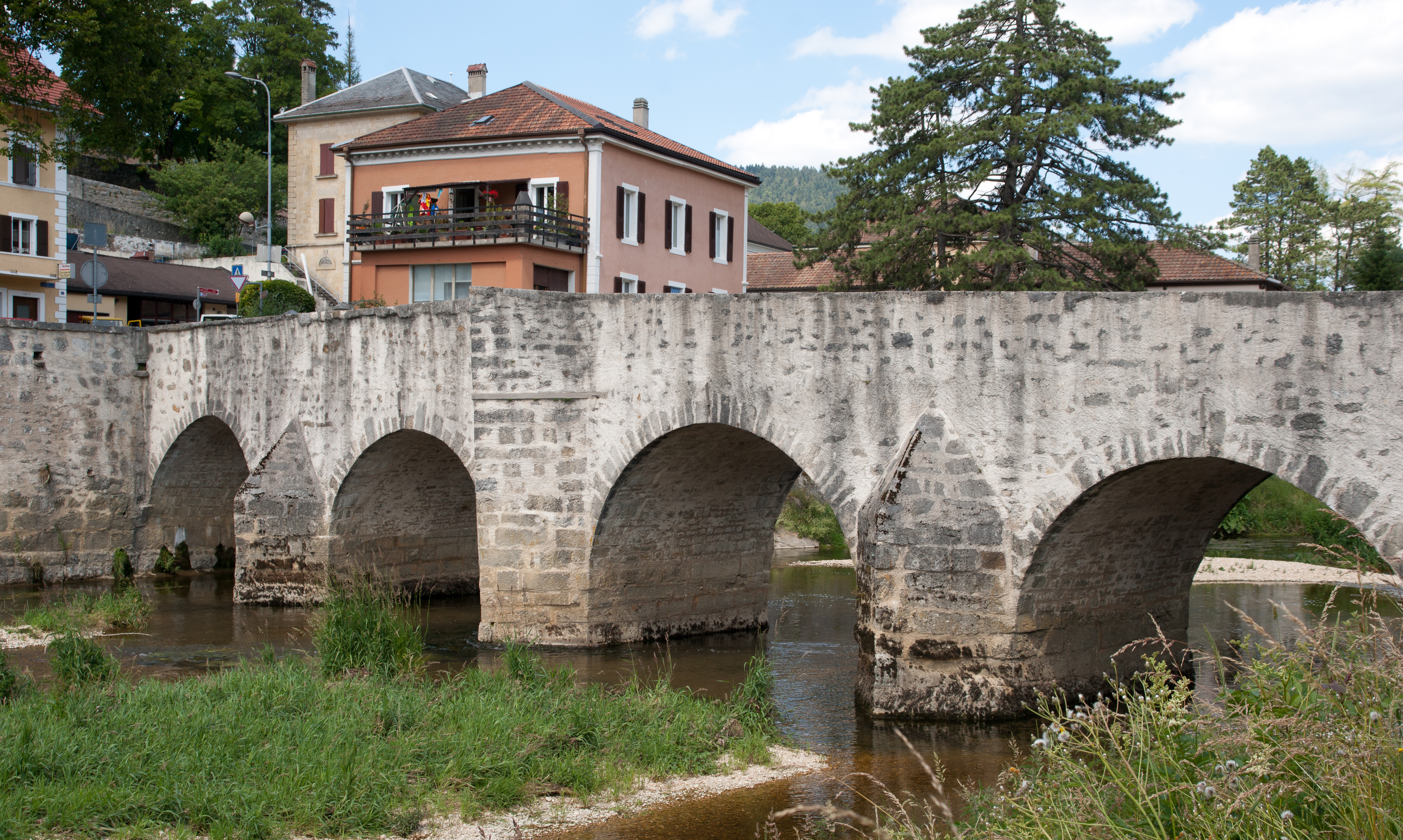
Pont sur l'Areuse

## Héraldique

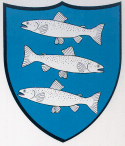

Les armes de Travers se blasonnent ainsi :
D'azur à trois truites d'argent, rangées en fasce, la seconde contournée.
Les armoiries de la commune ont été confirmées en 1890, auparavant les poissons étaient disposés différemment.

## Personnalités
- Jérôme Franel (1859-1939), qui est né et a passé son enfance à Travers, mathématicien. Il a tenu la chaire de mathématiques en langue française de l'École polytechnique fédérale de Zurich pendant 43 ans, entre 1886 et 1929, et a été directeur de cette institution de 1905 à 1909.

- René Gerber (1908-2006), né à Travers, directeur du conservatoire de Neuchâtel entre 1947 et 1951.

## Travers dans la culture
- Le Rendez-vous de Travers, un film est-allemand de Michael Gwisdek sorti en 1989.